# Angone (Darfo Boario Terme)
Angone (Angù in dialetto camuno) è una frazione del comune di Darfo Boario Terme da cui dista 2,53 chilometri.
Nel mese di agosto si tiene una sagra con punto di ristoro dove viene servita l'anatra ripiena con verza e polenta, chiamata localmente Nédra Coi Vers, una specialità tipica di Angone.
Confina a nord con il comune di Piancogno, a est con la Sacca (comune di Esine), a sud con il borgo di Erbanno e a ovest con il comune di Borno.